# Kalevi Oikarainen
Kalevi Armas Oikarainen (ur. 27 kwietnia 1936 w Kuusamo, zm. 14 sierpnia 2020 tamże) – fiński biegacz narciarski, brązowy medalista olimpijski oraz dwukrotny medalista mistrzostw świata.

## Kariera
Jego olimpijskim debiutem były igrzyska w Grenoble w 1968. Wspólnie z Hannu Taipale, Kalevim Laurilą i Eero Mäntyrantą wywalczył brązowy medal w sztafecie 4 × 10 km. Finowie wyprzedzili reprezentantów Związku Radzieckiego o zaledwie 0,5 sekundy. Na tych samych igrzyskach zajął także 7. miejsce w biegu na 30 km oraz 10. miejsce w biegu na 15 km stylem klasycznym. Startował także w biegu na 50 km techniką klasyczną podczas igrzysk olimpijskich w Sapporo, ale nie ukończył biegu.
W 1966 roku wystartował na mistrzostwach świata w Oslo. Finowie w tym samym składzie co w Grenoble wywalczyli tam srebrny medal w sztafecie. Był także jedenasty na dystansie 30 km, a w biegu na 15 km zajął 10. miejsce. Swój największy sukces osiągnął na mistrzostwach świata w Wysokich Tatrach zwyciężając na dystansie 50 km stylem klasycznym. Na tych samych mistrzostwach zajął 12. miejsce w biegu na 30 km oraz 7. miejsce w sztafecie. Na kolejnych mistrzostwach już nie startował.
Oikarainen był także wielokrotnym mistrzem Finlandii: na 15 km w 1961 i 1965 r., na 30 km w 1971 r., na 50 km w 1970 i 1972 r., w sztafecie 3 × 10 km w 1959 r. oraz w sztafecie 4 × 10 km w latach 1967–1973 i 1975.
W 1959 roku wygrał bieg na 15 km podczas zawodów Holmenkollen ski festival, a w 1970 r. zdobył tytuł najlepszego sportowca Finlandii.

## Osiągnięcia

### Igrzyska olimpijskie
| Miejsce | Dzień     | Rok  | Miejscowość | Konkurencja             | Czas biegu   | Strata  | Zwycięzca         |
| ------- | --------- | ---- | ----------- | ----------------------- | ------------ | ------- | ----------------- |
| 7.      | 7 lutego  | 1968 | Grenoble    | 30 km stylem klasycznym | 1:35:39,2    | +1:55,2 | Franco Nones      |
| 10.     | 10 lutego | 1968 | Grenoble    | 15 km stylem klasycznym | 47:54,2      | +1:16,9 | Harald Grønningen |
| 3.      | 14 lutego | 1968 | Grenoble    | Sztafeta 4 × 10 km      | 2:08:33,5    | +2:23,2 | Norwegia          |
| DNF     | 10 lutego | 1972 | Sapporo     | 50 km stylem klasycznym | 2:43:14,75 h | -       | Pål Tyldum        |

### Mistrzostwa świata
| Miejsce | Dzień     | Rok  | Miejscowość   | Konkurencja             | Czas biegu | Strata   | Zwycięzca            |
| ------- | --------- | ---- | ------------- | ----------------------- | ---------- | -------- | -------------------- |
| 11.     | 17 lutego | 1966 | Oslo          | 30 km stylem klasycznym | 1:37:26,7  | +2:24,0  | Eero Mäntyranta      |
| 10.     | 20 lutego | 1966 | Oslo          | 15 km stylem klasycznym | 47:56,2    | ?        | Gjermund Eggen       |
| 2.      | 23 lutego | 1966 | Oslo          | Sztafeta 4 × 10 km      | 2:14:27,9  | +1:12,1  | Norwegia             |
| 3.      | 26 lutego | 1966 | Oslo          | 50 km stylem klasycznym | 3:03:04,7  | +49,6    | Gjermund Eggen       |
| 12.     | 15 lutego | 1970 | Wysokie Tatry | 30 km stylem klasycznym | 1:39:48,01 | +1:23,09 | Wiaczesław Wiedienin |
| 7.      | 19 lutego | 1970 | Wysokie Tatry | Sztafeta 4 × 10 km      | 2:06:36,17 | +3:39,39 | ZSRR                 |
| 1.      | 22 lutego | 1970 | Wysokie Tatry | 50 km stylem klasycznym | 2:49:34,70 | -        | -                    |